# 赫扎芬·艾哈邁德·切萊比
赫扎芬·艾哈邁德·切萊比（土耳其語：Hezârfen Ahmed Çelebi）是一名传说中的鄂圖曼帝國飛行員，依據旅行家埃夫利亞·切萊比在其著作中的紀錄，描述了赫扎芬於君士坦丁堡（今伊斯坦堡）以無動力飛行的方式，實現飛越博斯普魯斯海峽的事蹟。

## 無動力飛行
埃夫利亚·切莱比完成於17世紀的作品旅行之書內，載有赫扎芬·艾哈邁德·切萊比大約在1630年－1632年間的飛行軼事：
一開始，赫扎芬乘著鷹的雙翼，並運用風的力量練習性地飛越奧克梅達納的講壇八到九次。在這之後，蘇丹穆拉德汗（即穆拉德四世）親自在錫南帕夏位於萨拉基里奥角的豪宅觀看這次的飛行過程，赫扎芬從加拉达石塔的頂端（位於今日的卡拉柯伊）一躍而下，憑藉著自西南方持續不斷吹拂而來的風力幫助下，順利降落在于斯屈达尔的杜甘奇拉廣場上。飛行結束後，穆拉德汗賜給了赫扎芬一袋金幣，但卻說道：「真是個可怕的傢伙，他有能力做到任何他想做的事情，把這樣的人留在身邊是不智的。」為此，赫扎芬被流放到遙遠的阿尔及利亚，並最終死於當地。——埃夫利亞·切萊比，
埃夫利亞·切萊比給予艾哈邁德·切萊比的稱號「赫扎芬」，為源自波斯语中的詞彙，赫扎（هزار）+芬（فنّ），意思是「擁有一千種技藝」（即博学家之意）。

## 其他歷史記載
1648年，约翰·威尔金斯引述在1554－1562年間奧地利駐君士坦丁堡的大使奥吉尔·吉斯林·德·布斯贝克所寫之文獻，記錄下「君士坦丁堡的土耳其人」曾試圖飛行的軼聞。但是，假若布斯貝克的記述準確，則代表了埃夫利亞·切萊比所撰寫的赫扎芬飛行故事，實則為將近一個世紀以前所發生的事件。

## 飛行細節
赫扎芬的飛行高度和飛行距離的細節如下：

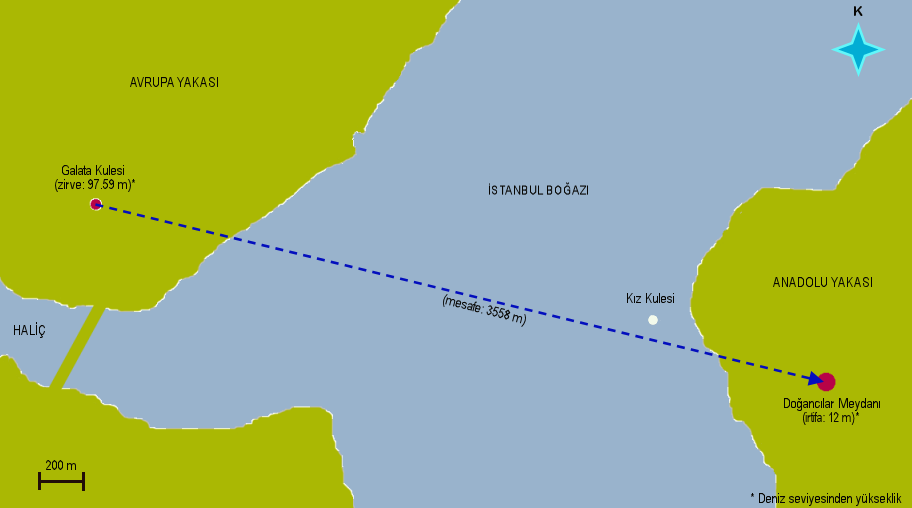
從伊斯坦堡歐洲一側的加拉塔飛越至海峽另一端亞洲區域于斯屈达尔的滑行路線

- 加拉達石塔坐落於海拔61 公尺處[3]，石塔頂端的圓錐形尖頂則高於地面66.90 公尺[4]，高於海平面127.9 公尺。
- 杜甘奇拉廣場海拔約45 公尺。
- 石塔（起飛處）與廣場（著陸點）間的高度落差為76.9 公尺。
- 石塔與廣場之間的距離約為3.358公里[5]。
- 飛行的滑翔比為44：1，而現代懸掛式滑翔機的滑翔比平均為15：1。
- 博斯普魯斯海峽一帶盛行的風通常是北風。

## 現代
- 赫扎芬機場（英语：Istanbul Hezarfen Airfield）為今日伊斯坦堡地區三座機場中，其中一座機場的名稱。
- 伊斯坦堡阿塔圖克機場旁有一座以赫扎芬·艾哈邁德·切萊比來命名的清真寺。
- 1996年的長篇電影我雙翼下的伊斯坦堡（英语：Istanbul Beneath My Wings）講述了赫札芬與拉加里·哈桑·切萊比兩兄弟傳奇的飛行，以及鄂圖曼帝國於17世紀初的社會百態。

## 外部連結
- First Flying Man in History: Hezarfen the movie （页面存档备份，存于）